# Ville (Lyksborg)
Ville, Vilde (dansk) eller Wille (tysk) er en af skovene omkring byen Lyksborg i det nordlige Tyskland, beliggende i Sydslesvig i delstaten Slesvig-Holsten. Skoven strækker sig fra Mejervig til Sandvig (Kildedal) langs Flensborg Fjord. Skoven er let kuperet og består overvejende af bøg og andre løvtræe. Vegetationen er typisk påvirket af beliggenheden ved kysten ved forekomst af forstyrrelsestolerante arter. Ved de nordvestvendte skråninger ud til fjorden findes sjældne plantearter som blandt andet bjergperikon. Mange træer ud ved kysten er tydeligt påvirket af vindforholdene. Skovens nordlige del anvendes som skovbegravelsesplads. I øst grænser skoven til Bredgade (Uferstraße), Vesterværk Sø og den store Tremmerup Skov (også Tved Skov). Fra Ville er der udsigt ned mod Flensborg Fjord (Sandvigen) og over til den danske bred.
Skovområdet hørte i den danske tid under Lyksborg Skovridderdistrikt i Munkbrarup Sogn. I dag er skoven en del af Lyksborg Kommune.
Skoven blev første gang nævnt i 1668 som Willöe. Stednavnet er sammensat af væld, der i Angel udtaltes med i-lyd i sammensætningen vældekilde, og en skvækket form af ordet høj (≈vældehøj). Stednavnet står dermed i sammenhang med den nærliggende Kildedal. Efter en anden forklaring har skoven navn efter præsten i Munkbrarup Christian Christiansen Welling, der boede op til 1582 på det nærliggende Nygaard.